# Muhammad Isa Ahmad
Muhammad Isa Ahmad (* 23. Februar 1998) ist ein bruneiischer Schwimmer.

## Karriere
Ahmad nahm 2021 an den Olympischen Spielen in Tokio teil. Dort war er der Fahnenträger Bruneis. Im Wettkampf über 100 m Brust wurde er 47. und somit Letzter.